# SNB D 1/3
Die Schweizerische Nordbahn (SNB), auch als Spanisch-Brötli-Bahn bekannt, beschaffte zur Betriebseröffnung 1847 zwei Dampflokomotiven der Bauart D 1/3.  Am 1. Juli 1853 kamen die beiden Lokomotiven durch Fusion zur Nordostbahn (NOB).
Es handelte sich hierbei um die ersten für eine schweizerische Bahngesellschaft gebauten Lokomotiven. Sie entsprachen den amerikanischen Maschinen des Norris-Typs und wurden von der Maschinenbau-Gesellschaft Karlsruhe des Emil Kessler erbaut. Der Kaufpreis betrug rund 35 000 Schweizer Franken.

## Technisches
Die beiden Schlepptenderlokomotiven mit der Achsfolge 2'A (Norris-Typ) waren in der Schweiz die einzigen Lokomotiven, die diese Achsfolge aufwiesen.
Der Innenrahmen war einfach aufgebaut und bestand aus je einem Langbarren von rund 220 mm Breite und 30 mm Dicke. An diese waren die Doppelplatten der Achshalter angenietet. Die Querverbindung bestand nur aus zwei Querträgern, die zugleich als Kesselabstützung dienten, einer Verbindung bei den Zylindern sowie den beiden hölzernen Stossbalken. Die Achshalterplatten waren längs, aber nicht quer verbunden.
Der für sechs bar ausgelegte Kessel und die Feuerbüchse waren mit Holz verkleidet.  Vom Dampfsammler, der sich oberhalb der viereckigen Feuerbüchse befand, führte ein Rohr durch den Langkessel. Im unteren Teil der Rauchkammer befand sich der Drehschieberregulator, der mittels Zugstange und Hebel betätigt wurde. Dieser Hebel befand sich zusammen mit dem Steuerhebel auf einem Steuerbock auf der offenen Plattform. Anfänglich gab es keinerlei Wetterschutz für die Lokomotivbesatzung, es war nur ein Geländer mit Ketten vorhanden. Später schienen die Lokomotiven mit einem leichten Schutzdach ausgerüstet worden zu sein.
Auf dem Langkessel befand sich ein direkt belastetes Sicherheitsventil, zusätzlich gab es auf der Feuerbüchse ein Federwagensicherheitsventil. Infolge der anfänglichen Holzfeuerung war ein grosser Funkenfängerkamin vorhanden. Dieser wurde um 1860 mit der Umstellung auf Kohlefeuerung durch einen einfachen, aber hohen, leicht konischen Blechkamin ersetzt. Der Blasrohrquerschnitt konnte über ein kegelförmiges Rohrstück von der Heizerseite aus verstellt werden. Die Zylinder waren aussen waagerecht am Rahmen angebracht. Sie wurden über senkrecht stehende Schieber mit Dampf versorgt. Diese wiederum wurden durch eine innenliegende Stephenson-Steuerung angesteuert. Die Bedienung erfolgte über Hebel. Auf dem Kessel war ein kleiner Sandkasten vorhanden.
Der kleine zweiachsige Tender hatte einen doppelten Aussenrahmen. Die Tragfedern befanden sich zwischen den Rahmenplatten und standen über den Achslagern. Im Gegensatz zu der Lokomotive, die keine Bremseinrichtung hatte, war der Tender mit einer achtklötzigen Spindelbremse ausgerüstet. Für die Wasserstandskontrolle war am Tender ein Schauglas vorhanden.
Als Zugvorrichtung war anfänglich eine einfach gefederte Öse mit Steckeisen vorhanden. In den 1860er Jahren wurde sie durch Schraubenkupplung mit Notketten ersetzt. Am hölzernen Stossbalken waren anfänglich nur Gummipuffer vorhanden, diese wurden später gegen Federpuffer getauscht.
| Bezeichnung                              | SNB bis 1853 | NOB bis 1879 | NOB ab 1879 | Name   | Fabrik Nummer | Baujahr | Hersteller              | Umbau 2. Kessel | Ausrangiert | Bemerkungen                    |
| ---------------------------------------- | ------------ | ------------ | ----------- | ------ | ------------- | ------- | ----------------------- | --------------- | ----------- | ------------------------------ |
| ab 1864: D I Umbau: D I A Nachbau: D 1/3 | 1            | 1            | 201         | Limmat | 78            | 1847    | Emil Kessler, Karlsruhe | 1866            | 1882        | 1947 nachgebaut (SLM Nr. 3937) |
| ab 1864: D I Umbau: D I A Nachbau: D 1/3 | 2            | 2            | –           | Aare   | 79            | 1847    | Emil Kessler, Karlsruhe | –               | 1868        |                                |

## Betriebliches
Durch ihren geringen Dampfdruck war die Leistung nicht befriedigend. So wurde der Lokomotivführer oft vom Personal gefragt, wie es bei der Fahrt über den Berg gelaufen sei. Daraus kann man das Leistungs- und Traktionsproblem selbst bei kleinen Steigungen von nur 4 Promille ableiten. Ab 1857 wurden die Maschinen nur noch im Bahnhofsdienst und für Materialtransporte verwendet. Während die Lokomotive Nummer 2 im Jahre 1868 ausrangiert und abgebrochen wurde, erfuhr die Nummer 1 im Jahre 1866 einen Umbau zur E 2/2.
Die Zugkraft betrug 1600 kp bei 15 km/h, was einer Leistung von rund 90 PS entspricht.

## Umbau in E 2/2
Im Jahre 1866 baute der Maschinenmeister Krauss das Fahrzeug mit der Nummer 1 in der NOB-eigenen Werkstätte in Zürich zu einer Tenderlokomotive des Typs E 2/2 um. Es handelte sich nahezu um einen Neubau, denn es wurden nur die Zylinder und Teile des Triebwerkes und der Steuerung weiter verwendet. Das Drehgestell wurde durch eine vordere Kuppelachse ersetzt. Der Kessel und Rahmen waren neu. Der domlose Kessel war für einen Dampfdruck von 10 bar ausgelegt und war mit einem Federwagensicherheitsventil ausgerüstet. Der Regulator war in der Rauchkammer eingebaut und wurde über äussere Zugstangen mit einem Hebel betätigt. Der neue Innenrahmen beinhaltete auch den Wasserkasten. Die Stephenson-Steuerung wurde nach aussen verlegt, deren Bewegung wurde mittels Querwellen und Hebel auf die Schieber übertragen. Als Bremse wurde eine Zweiklotz-Treibradbremse eingebaut. Der gesamte Umbau kostete 18 074.65 Schweizer Franken. Die umgebaute Lokomotive war das Vorbild für die 28 ab 1868 gelieferten E 2/2.

## Nachbau von 1947

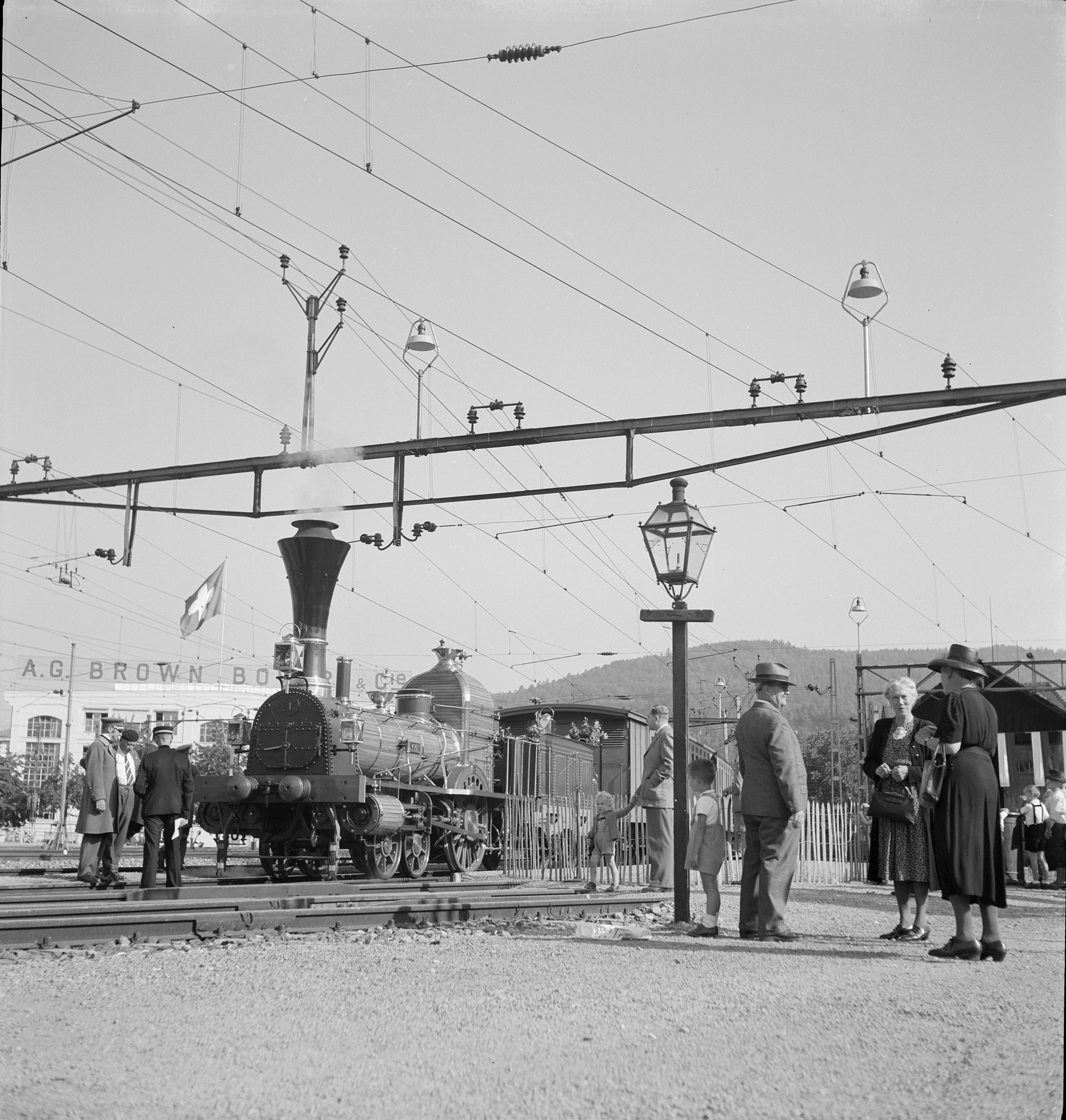
Der Nachbau während der Feierlichkeiten 1947 in Baden

Im Hinblick auf das Jubiläum "100 Jahre schweizerische Eisenbahnen" wurde durch die SBB-Hauptwerkstätte Zürich zusammen mit der Schweizerischen Lokomotiv- und Maschinenfabrik in Winterthur ein Nachbau erschaffen. Dabei wurden Achsen und Armaturen der SCB Eb 2/4 verwendet. Der Kessel, und damit auch der Nachbau, erhielt von der SLM die Fabriknummer 3937. Das Replikat ist voll betriebsfähig und befindet sich im Besitz der SBB Historic. Im Moment wird die Lokomotive mit der TSI-Nummer 90 85 0000 001-7 in Brugg gelagert.